# 富水駅

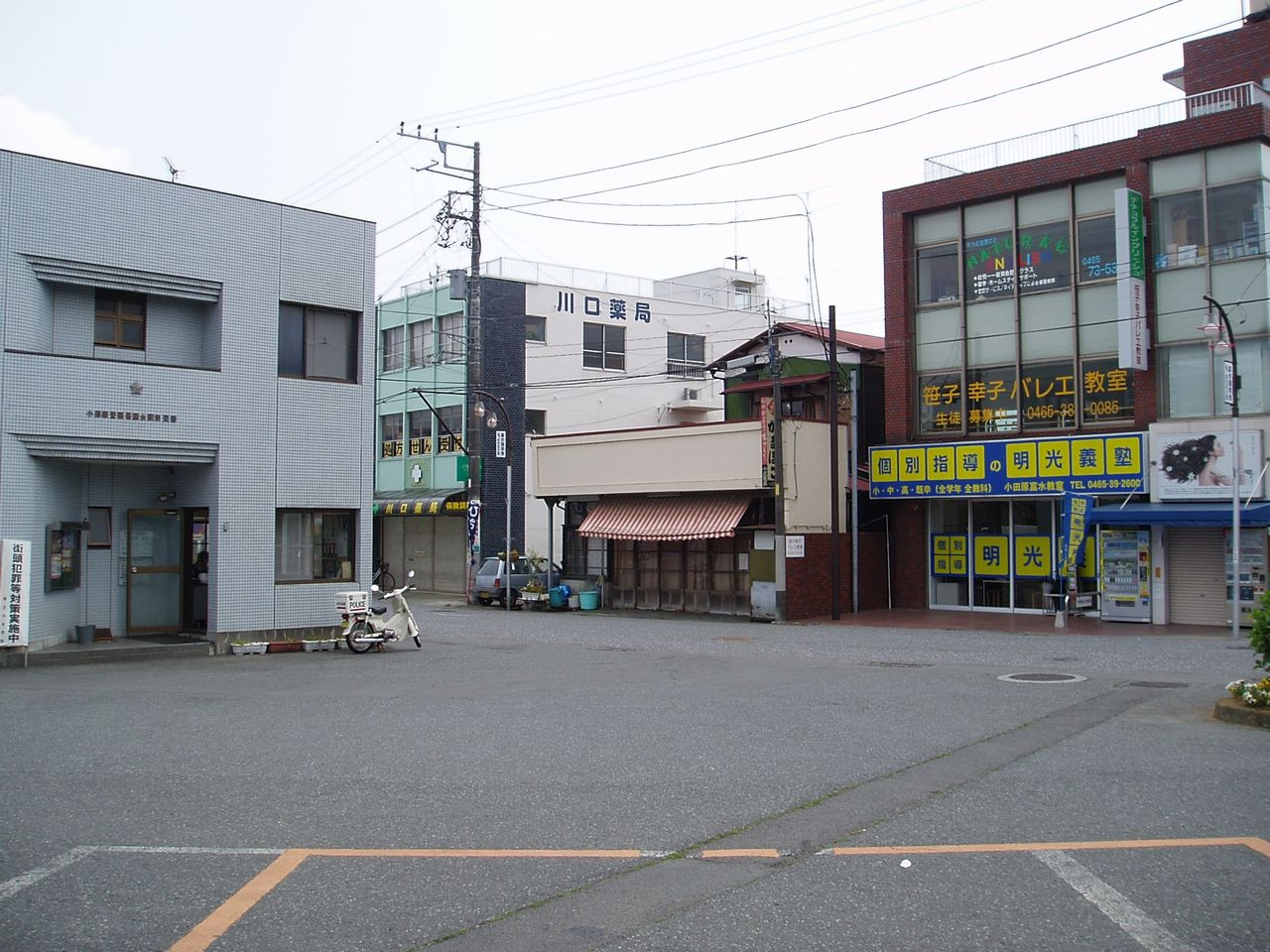
東口駅前広場（2008年4月）

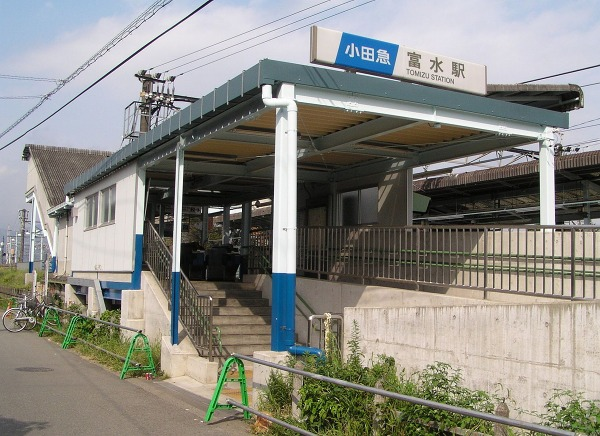
西口（2006年10月）

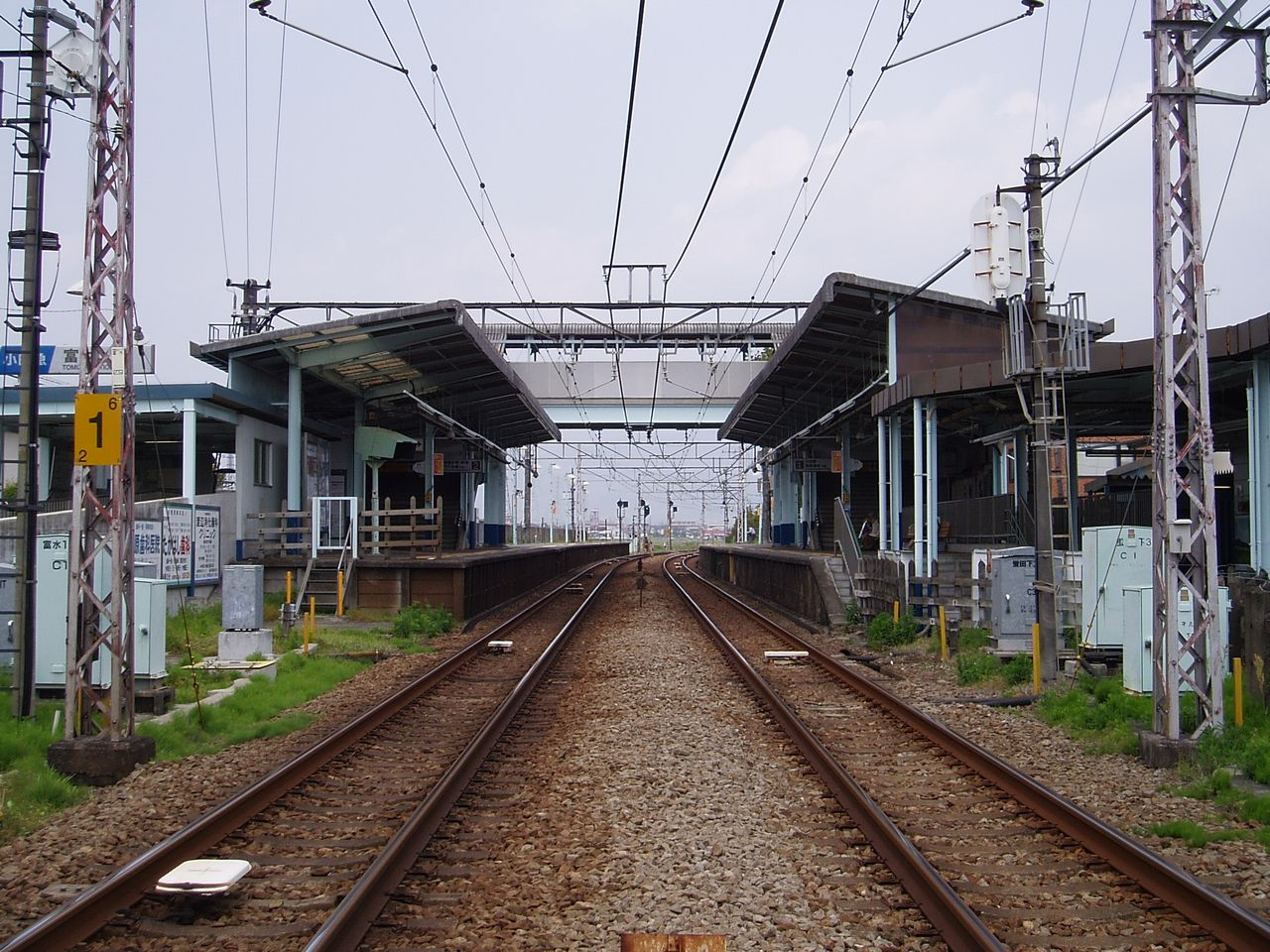
駅構内（2008年4月）

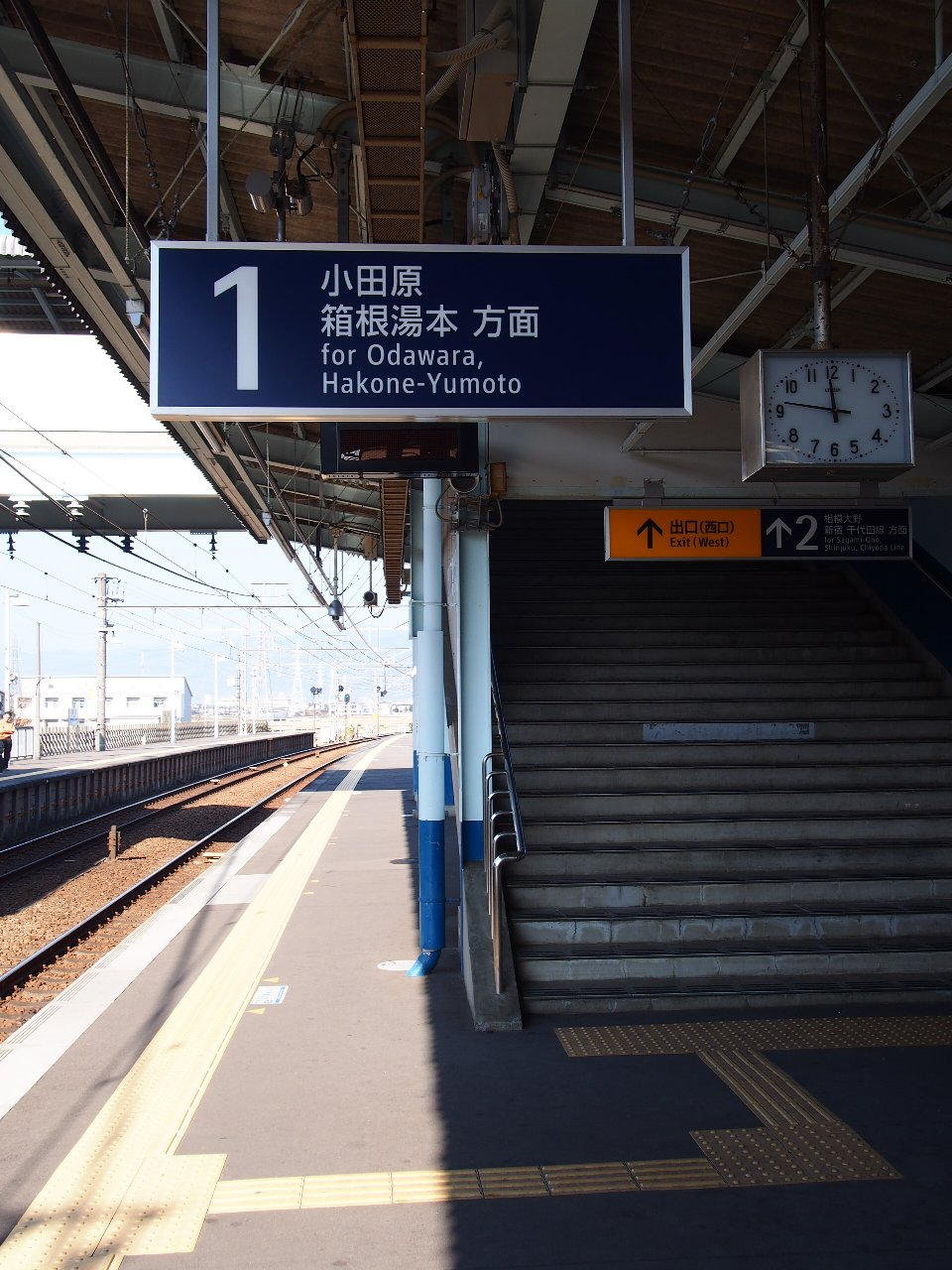
1番ホームより新松田方を見る。近年、新しいサインシステム導入や小型化された列車接近表示器へ交換された。（2014年12月）

富水駅（とみずえき）は、神奈川県小田原市堀之内にある、小田急電鉄小田原線の駅である。駅番号はOH 44。

## 歴史

### 年表
- 1927年（昭和2年）4月1日：開設。「直通」の停車駅となる。なお、各停は新宿駅 - 稲田登戸駅（現・向ヶ丘遊園駅）運行であり、当駅までの運行はなかった。
- 1945年（昭和20年）6月：各停が全線運行されることとなり、停車駅となる。同時に「直通」廃止。
- 1946年（昭和21年）10月1日：準急新設、停車駅となる。
- 1960年（昭和35年）3月25日：通勤準急新設、停車駅となる。
- 1964年（昭和39年）11月5日：通勤準急廃止。
- 1983年（昭和58年）3月22日：一部急行停車開始。
- 2008年（平成20年）3月15日：新松田駅以西に準急が乗り入れなくなったため、停車駅より除外。
- 2014年（平成26年）1月：OH 44の駅ナンバリングが導入され、使用を開始[1]。
- 2018年（平成30年）3月17日：小田原駅 - 本厚木駅間で各駅に停車する急行について、新松田で各停から急行へ種別変更する形態となるため、停車駅より除外[2]。また、当駅から箱根登山線への直通列車廃止。

### 駅名の由来
酒匂川や狩川の水を用いた用水路や湧清水の水が富んでいる地であったことから「富水」と名付けられた。

## 駅構造
相対式ホーム2面2線を有する地上駅。東西両ホームに別々の改札口があり、両ホームは跨線橋で連絡している。西口は終日、東口は時間帯により駅員無配置となる。当駅を含む開成 - 小田原間の途中4駅はホーム有効長が120 m（20 m車6両分）であり、10両編成列車は当駅に停車することができない。
2015年度（平成27年度）には、隣の栢山駅・螢田駅の他に開成駅・足柄駅と共に行先案内表示器の設置が計画され、秋頃に改札口付近への設置を完了した。
トイレ・AED（自動体外式除細動器）は、1番ホーム側にある。

### のりば
| ホーム | 路線     | 方向 | 行先                          |
| ------ | -------- | ---- | ----------------------------- |
| 1      | 小田原線 | 下り | 小田原・箱根湯本方面          |
| 2      | 小田原線 | 上り | 相模大野・新宿・ 千代田線方面 |

## 利用状況
2024年度（令和6年度）の1日平均乗降人員は6,485人である（小田急線全70駅中67位）。足柄駅、南新宿駅、螢田駅に次いで4番目に少ない。
近年の1日平均乗降・乗車人員の推移は以下の通り。
| 年度               | 1日平均 乗降人員 | 1日平均 乗車人員 | 出典     |
| ------------------ | ---------------- | ---------------- | -------- |
| 1995年（平成07年） |                  | 3,578            | [ * 1 ]  |
| 1998年（平成10年） |                  | 3,472            | [ * 2 ]  |
| 1999年（平成11年） |                  | 3,399            | [ * 3 ]  |
| 2000年（平成12年） |                  | 3,355            | [ * 3 ]  |
| 2001年（平成13年） |                  | 3,291            | [ * 4 ]  |
| 2002年（平成14年） |                  | 3,275            | [ * 5 ]  |
| 2003年（平成15年） | 6,324            | 3,214            | [ * 6 ]  |
| 2004年（平成16年） | 6,554            | 3,286            | [ * 7 ]  |
| 2005年（平成17年） | 6,664            | 3,336            | [ * 8 ]  |
| 2006年（平成18年） | 6,812            | 3,401            | [ * 9 ]  |
| 2007年（平成19年） | 6,840            | 3,420            | [ * 10 ] |
| 2008年（平成20年） | 7,003            | 3,501            | [ * 11 ] |
| 2009年（平成21年） | 6,910            | 3,442            | [ * 12 ] |
| 2010年（平成22年） | 6,711            | 3,344            | [ * 13 ] |
| 2011年（平成23年） | 6,671            | 3,326            | [ * 14 ] |
| 2012年（平成24年） | 6,865            | 3,417            | [ * 15 ] |
| 2013年（平成25年） | 6,966            | 3,468            | [ * 16 ] |
| 2014年（平成26年） | 6,816            | 3,399            | [ * 17 ] |
| 2015年（平成27年） | 6,899            | 3,445            | [ * 18 ] |
| 2016年（平成28年） | 6,850            | 3,419            | [ * 19 ] |
| 2017年（平成29年） | 6,849            | 3,417            | [ * 20 ] |
| 2018年（平成30年） | 6,808            | 3,400            | [ * 21 ] |
| 2019年（令和元年） | 6,796            | 3,397            | [ * 22 ] |
| 2020年（令和02年） | 5,080            |                  |          |
| 2021年（令和03年） | 5,501            |                  |          |
| 2022年（令和04年） | 5,916            |                  |          |
| 2023年（令和05年） | 6,224            |                  |          |
| 2024年（令和06年） | 6,485            |                  |          |

## 駅周辺
- 小田原市役所桜井窓口コーナー
- 城北タウンセンターいずみ住民窓口
- 二宮尊徳（二宮金次郎）生誕地
- 尊徳記念館
- 鉄心斎文庫・伊勢物語文華館
- 小田原富水郵便局
- DNPアイ・エム・エス小田原（旧：コニカミノルタ小田原サイト）：2016年（平成28年）1月31日限りで閉鎖され、2020年（令和2年）6月に解体された[9]。なお、当駅から東へ小田原アリーナや富士見大橋付近へ進むと、DNPグループの子会社である「相模容器」（小田原工場）があるものの、こちらは引続き存続。
- ビーバートザン 富水店
- 小田原市総合文化体育館・小田原アリーナ
- 伊豆箱根鉄道大雄山線相模沼田駅：西へ約1.5 km、徒歩20分程度。

### バス路線

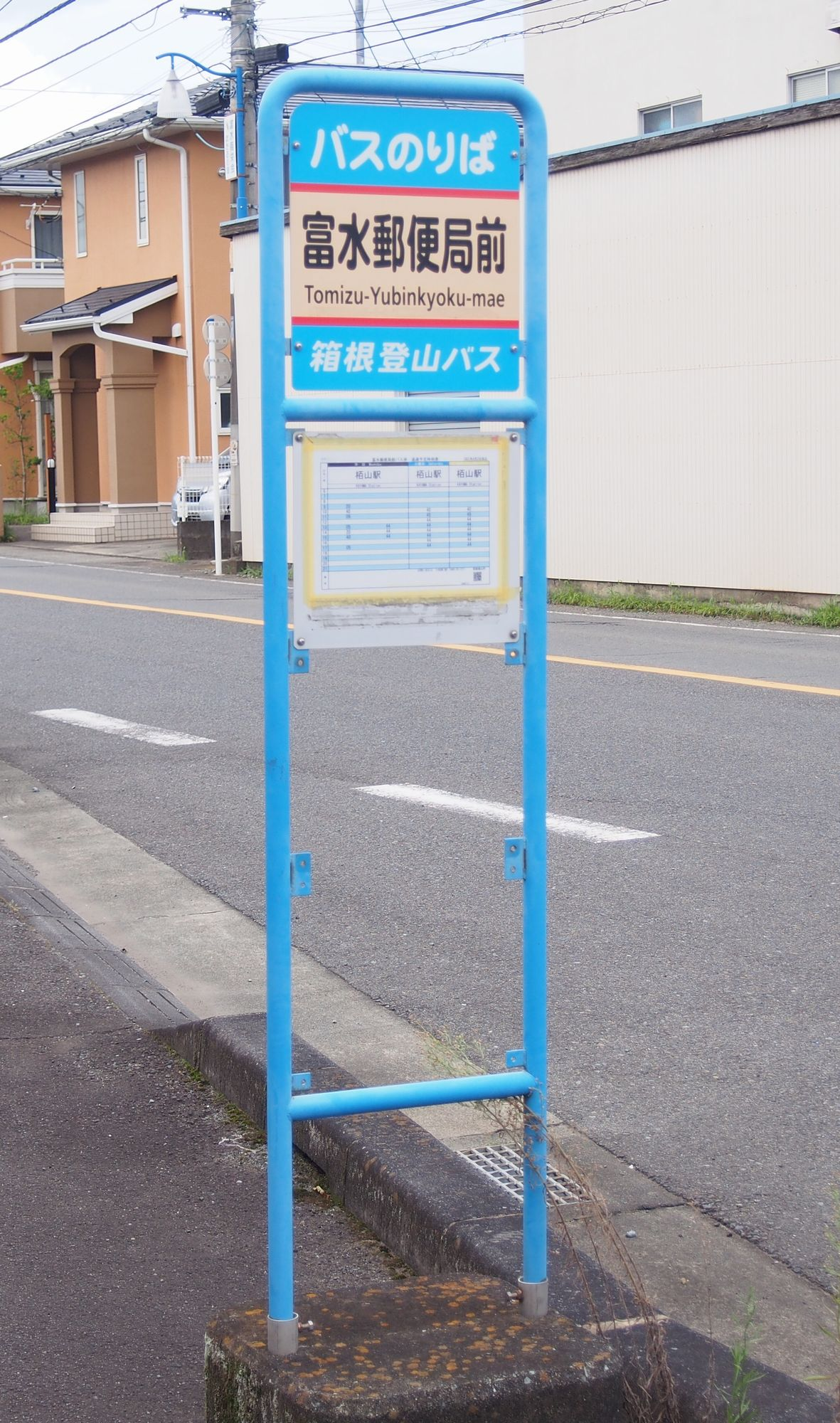
富水郵便局前バス停

駅前には路線バスは乗り入れておらず、近隣のバス停より発着する。
富水郵便局前
- 栢山駅 - ダイナシティ - コロナワールド（箱根登山バス）

以前は、小田原駅に行く路線もあり、本数や利用者はけして少なくはなかったが運転手不足でかつ小田急線駅から近く他社のバスが並走している（代替公共交通がある）ということを理由に2022年（令和4年）4月3日付で廃止された。
以前は富水駅入口停留所があり、以下の路線が発着していたが、路線廃止に伴い廃止された。
- 関本（大雄山駅） - 塚原 - 狩川橋・小田原駅東口（箱根登山バス）※平日2本のみ

## 隣の駅
小田急電鉄
 小田原線

■快速急行・■急行
通過
■各駅停車
栢山駅 (OH 43) - 富水駅 (OH 44) - 螢田駅 (OH 45)

## その他
- 1984年（昭和59年）、テレビ朝日系で放送されていた刑事ドラマ『特捜最前線』第346回「新春II　窓際警視の大逆転！」において、駅前やホームで撮影が行われた。
- バンド「いきものがかり」の2006年（平成18年）に発売されたメジャー・デビューシングル「SAKURA」のプロモーションビデオは、当駅東口でロケーション撮影が行われた。
- 2008年（平成20年）にフジテレビ系列で放映されたドラマ『CHANGE』第1話の一部は、当駅でロケーション撮影が行われた。